# 애덤 와일리
애덤 와일리(Adam Wylie, 1984년 5월 23일 ~ )는 미국의 배우, 성우, 마술사이다.

## 출연 작품
- 개구쟁이 스머프 (2011년)
- 나탈리 홀로웨이 (2009년)
- 스트리트 드림스 (2009년)
- 벤 10: 에이리언 포스 (2008년)
- 슈퍼맨 - 둠즈데이 (2007년)
- 스피시즈 4 (2007년)
- 벤 10 (2005년)
- 아메리칸 파이 4 - 썸머 캠프 (2005년) - 트레이딩 카드 밴디 역
- 플라잉 바이러스 (2001년)
- 길모어 걸스 (2000년)
- 에드 (2000년)
- 데이브레이크 (2000년)
- 컷어웨이 (2000년)
- 캔 오브 웜스 (1999년)
- 마이클 랜던, 내가 아는 아버지 (1999년)
- 우리 친구 마틴 (1999년)
- 파이럿츠 (1999년)
- 왕과 나 (1999년)
- 샌드맨 (1998년)
- 일리언 5 (1998년)
- 언더 랩스 (1997년)
- 소년 정글북 (1996년)
- 산타클로스 (1996년)
- 찰리의 하늘나라 대소동 (1996년)
- Breaking Free (1995)
- 백조 공주 (1994년)
- 피켓 펜스 (1992년) - 재커리 잭 브록 역
- 누드 탈출 (1992년)
- 계부 3 (1992년)

### 텔레비전
- 배트맨 비욘드 - 시리즈 (1999년)